# Noyelles-lès-Humières
Noyelles-lès-Humières é uma comuna francesa na região administrativa de Altos da França, no departamento de Pas-de-Calais. Estende-se por uma área de 1,16 km². Em 2010 a comuna tinha 57 habitantes (densidade: 49,1 hab./km²).